# James Coburn
Pour les articles homonymes, voir James Coburn (homonymie) et Coburn.
James Coburn est un acteur américain, né à Laurel (Nebraska) le 31 août 1928 et mort d'une crise cardiaque à Beverly Hills (Californie) le 18 novembre 2002.
Révélé par son rôle de lanceur de couteaux dans Les Sept Mercenaires, il est resté dans les mémoires pour ses apparitions dans les films de Sam Peckinpah (Major Dundee, Pat Garrett et Billy le Kid, Croix de fer) ainsi que dans La Grande Évasion et Il était une fois la révolution.

## Biographie

### Jeunesse
De son nom complet James Harrison Coburn III, il naît le 31 août 1928 à Laurel, dans le Nebraska, d'un père d'origine irlando-écossaise, garagiste, et d'une mère suédoise, institutrice. Lors de la Grande Dépression, son père voit son affaire péricliter. Toute la famille part alors s'installer en Californie, à Compton.
En 1950, il s'engage dans l'armée, où il officie d'abord en qualité de chauffeur de camions, puis de disc jockey dans une radio militaire du Texas. Il termine sa période sous les drapeaux en Allemagne, à Mayence, où sa voix profonde de baryton lui vaut d'être choisi comme voix off dans les films institutionnels tournés par l'armée.

### Carrière

#### Débuts
James Coburn est admis à l'académie théâtrale du Los Angeles City College où il suit les cours de Stella Adler et de Jeff Corey, en même temps que Warren Beatty. Il commence sa carrière d'acteur sur les planches du théâtre du campus de l'Université de San Diego, dans une pièce adaptée du dernier roman de Herman Melville, Billy Budd, marin. Il y donne notamment la réplique à Vincent Price.

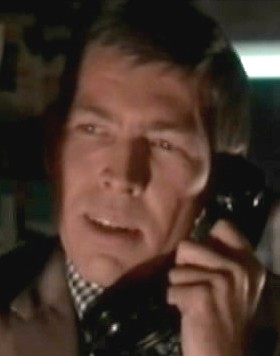
James Coburn dans Charade (1963)

Ce premier succès l'encourage à partir tenter sa chance à New York. Il y tourne dans des publicités et dans quelques fictions télévisées en direct. Puis il retourne à Hollywood, où, de 1957 à 1959, il alterne les rôles à la télévision (notamment dans les séries Alfred Hitchcock présente, Bonanza, Au nom de la loi, L'Homme à la carabine et Laramie) et fait ses débuts au cinéma dans deux westerns mineurs, aux côtés respectivement de Randolph Scott et de Fred MacMurray.
1960 est une année décisive, puisque sa prestation dans Les Sept Mercenaires, où il incarne Britt, l'as du couteau, y est particulièrement remarquée. Cela lui vaudra de jouer à nouveau aux côtés de Steve McQueen dans L'enfer est pour les héros, en 1962, puis dans La Grande Évasion un an plus tard. Ces trois films en commun, après une première collaboration sur les plateaux de la série Au nom de la loi vont forger une solide amitié entre les deux acteurs. Une amitié qu'il résume ainsi : « Nous étions comme le jour et la nuit, mais nous avions en commun l'amour des voitures. On passait du temps ensemble, à conduire, à fumer de l'herbe, à s'amuser. Steve était une personnalité unique. »
En 1963, il est un des méchants de la comédie romantique à suspense Charade de Stanley Donen, face au duo formé par Cary Grant et Audrey Hepburn. Il remplace en 1964 James Garner pour le rôle d'un officier de marine dans Les Jeux de l'amour et de la guerre, à la suite du départ de William Holden. En 1965 il joue pour la première fois dans un film de Sam Peckinpah, Major Dundee, dans lequel il interprète le rôle marquant d'un pisteur métis barbu et manchot, armé d'un fusil de chasse à canons sciés.

#### Succès
En 1966, il accède au rang de vedette avec son rôle d'espion de charme, parodie de James Bond, celui de l'agent Derek Flint dans Notre homme Flint. Le film sera un succès, engrangeant 16 millions de dollars de recettes pour un budget initial de 3,5 millions. Une suite sera tournée l'année suivante, F comme Flint. Mais les autres films auquel il participe en cette fin des années soixante mobilisent nettement moins les foules, d'autant que Coburn souhaite se diversifier et accéder à des rôles un peu différents. C'est dans cet état d'esprit qu'il crée sa propre société de production, afin de financer La Folle Mission du docteur Schaeffer. Le film, une satire politique écrite et réalisée par Theodore J. Flicker, sort à la fin de l'année 1967. L'accueil de la critique est chaleureux mais le public n'est pas au rendez-vous. Le très expérimental Candy, en 1968, qui réunit Marlon Brando, Charles Aznavour, Richard Burton et Ringo Starr, ou le huis-clos adapté de Tennessee Williams en 1970 au cinéma par Sidney Lumet, Last of the Mobile Hot Shots, sont des échecs relatifs.
Il renoue avec le succès en incarnant le révolutionnaire dynamiteur irlandais John Mallory, en exil au Mexique, dans Il était une fois la révolution de Sergio Leone en 1971.
Il retrouve Sam Peckinpah en 1973, dans Pat Garrett et Billy le Kid, dans le rôle du célèbre shérif face à Kris Kristofferson. Malgré les déboires de la production, le caractère difficile du réalisateur et les coupes imposées par la MGM, Martin Scorsese y voit le meilleur film du cinéaste depuis La Horde sauvage. James Coburn y livre une prestation mémorable, sombre, désenchantée et émouvante.
Il tourne dans le premier film de Walter Hill : Le Bagarreur en 1975 avec Charles Bronson et incarne de nouveau une figure de cow-boy dandy et rude dans le superbe La Chevauchée sauvage de Richard Brooks la même année. En 1977, il retrouve Sam Peckinpah pour Croix de fer un film de guerre anti-militariste dans lequel il interprète un adjudant de la Wehrmacht.
Avec Bruce Lee, James Coburn écrit La Flûte silencieuse, dont le titre est devenu Le Cercle de fer (Circle of Iron) adapté à l'écran par Richard Moore dans lequel ni l'un ni l'autre n'apparaissaient.

#### Déclin
En 1978, à la demande de Sam Peckinpah, alors malade et dépressif, il assure le rôle de réalisateur seconde équipe sur Le Convoi. Mais en 1984, sa carrière marque un frein avec la disparition de son ami et réalisateur fétiche, Peckinpah.
La même année il affronte Kirk Douglas dans un téléfilm : Le Duel des héros, qui raconte l'affrontement de deux vieux cow-boys dans un ouest de pacotille.
Au creux de la vague, il doit faire face à de douloureuses crises d'arthrite qui l'affaiblissent considérablement. Il déclare s'être soigné lui-même avec des pilules à base de soufre. Il s'éloigne des plateaux pendant quelques années. Il en gardera une main infirme.

#### Retour et consécration
Alors qu'on le croyait perdu pour le cinéma, Coburn met fin à une semi-retraite au début des années 1990 avec des rôles secondaires comme dans Maverick en 1994 avec Mel Gibson et Jodie Foster ou dans Young Guns 2 en 1991, remake à peine voilé de Pat Garrett et Billy le Kid. Il joue également le supérieur d'Arnold Schwarzenegger dans le film d'action L'Effaceur en 1996.
Il tient encore son propre rôle dans The Player en 1992. Il apparaît ensuite dans le téléfilm de la chaîne câblée HBO distribué dans les salles françaises : La Seconde Guerre de Sécession (1997), une fable sardonique de Joe Dante.
Il n'est pas oublié par Hollywood et se voit décerner le 1er avril 1994 une étoile sur le Walk of Fame, au 7055 Hollywood Boulevard.
Puis il décroche pour Affliction en 1999 l'Oscar du meilleur second rôle. La statuette salue sa terrifiante composition d'un patriarche alcoolique, inspirée dit-il, de Sam Peckinpah.

#### Dernières années
James Coburn, malgré la maladie, ne cessera de jouer et prêtera même sa voix à l'occasion du documentaire The Final Days en 2001 sur les derniers jours de Marilyn Monroe et pour le film d'animation Monstres et Cie en 2002.
Il tient un dernier rôle de dur à cuire en 2002 dans une production Disney : Chiens des neiges et dans American Gun (en), qui exploite intelligemment le revers de sa personne d'homme d'action.

#### Mort
Il meurt peu de temps après d'un infarctus du myocarde le 18 novembre 2002 dans sa maison de Beverly Hills. Il est inhumé à Los Angeles, dans le Westwood Village Memorial Park Cemetery.

## Vie privée
Le 11 novembre 1959, à 31 ans, il épouse Beverly Kelly, dont il adopte la fille, Lisa, née d'un premier mariage. Un fils naît de cette union en 1961, James Harrison Coburn IV, qui mène une carrière d'Ingénieur du son. Le couple divorce en 1979. À la fin des années 1970, il entretient durant quatre ans une relation avec la chanteuse britannique Lynsey de Paul. Le 22 octobre 1993, à 65 ans, il se marie avec l'actrice et présentatrice de télévision d'origine jamaïcaine Paula Murad, de 28 ans sa cadette. Le mariage est célébré à Versailles, par le maire André Damien.

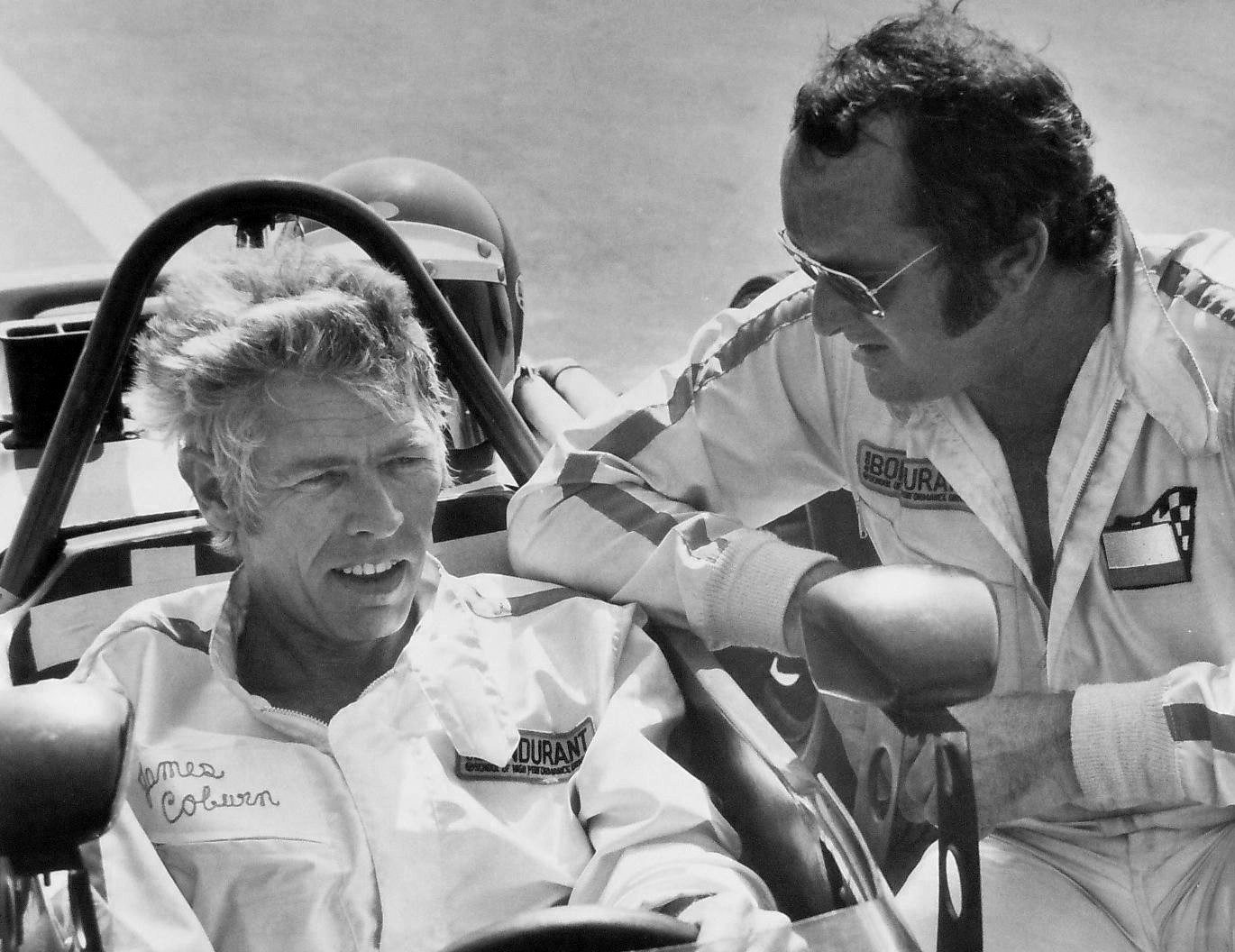
James Coburn en cours de pilotage avec Bob Bondurant en 1972.

Passionné d'automobile, il collectionne durant sa vie les voitures parmi les plus rapides, les plus rares et les plus chères, notamment les Ferrari. Il acquiert ainsi, avec son cachet de La Grande Évasion, une Ferrari 250 GT California Spyder (la treizième sur les 56 qui seront produites). Il convertit d'ailleurs Steve McQueen à cet amour pour les véhicules de la firme italienne. Il apprend à conduire ces bolides auprès du pilote automobile Bob Bondurant.
Sous l'influence de sa première épouse, il se prend d'intérêt pour les philosophies orientales et le bouddhisme. Il collectionne les gongs et autres objets bouddhiques, et reçoit même chez lui le Karmapa et ses élèves.

## Filmographie

### Cinéma
- 1959 : La Chevauchée de la vengeance (Ride Lonesome) de Budd Boetticher : Whit
- 1959 : Le Salaire de la haine (Face of a Fugitive) de Paul Wendkos : Purdy
- 1960 : Les Sept Mercenaires (The Magnificent Seven) de John Sturges : Britt
- 1962 : L'enfer est pour les héros (Hell Is for Heroes) de Don Siegel : le caporal Frank Henshaw
- 1963 : La Grande Évasion (The Great Escape) de John Sturges : l'officier d'aviation Louis Sedgwick "le matériel"
- 1963 : Charade (Charade) de Stanley Donen : Tex Panthollow
- 1963 : L'Homme de Galveston (it) (The Man From Galveston) de William Conrad : le marshal Boyd Palmer
- 1963 : Les Rois du soleil (Kings of the Sun) de J. Lee Thompson : le narrateur (non crédité au générique)
- 1964 : Les Jeux de l'amour et de la guerre (The Americanization of Emily) d'Arthur Hiller : le capitaine de corvette Paul "Bus" Cummings
- 1965 : Major Dundee (Major Dundee) de Sam Peckinpah : Samuel Potts
- 1965 : Cyclone à la Jamaïque (A High Wind in Jamaica) d'Alexander Mackendrick : Zac
- 1965 : Le Cher Disparu (The Loved One) de Tony Richardson : L'agent de la douane
- 1966 : Notre homme Flint (Our Man Flint) de Daniel Mann : Derek Flint
- 1966 : Qu'as-tu fait à la guerre, papa ? (What Did You Do in the War, Daddy?) de Blake Edwards : le lieutenant Jody Christian
- 1966 : Un truand (Dead Heat on a Merry-Go-Round) de Bernard Girard : Eli Kotch
- 1967 : F comme Flint (In Like Flint) de Gordon Douglas : Derek Flint
- 1967 : L'Or des pistoleros (Waterhole #3) de William A. Graham : Lewton Cole
- 1967 : La Folle Mission du docteur Schaeffer (The President's Analyst) de Theodore J. Flicker (en) : le docteur Sidney Schaefer
- 1968 : Duffy, le renard de Tanger (Duffy) de Robert Parrish : J. Duffy
- 1968 : Candy de Christian Marquand : le docteur A. B. Krankheit
- 1969 : Cet Homme est prêt à tout (en) (Hard Contract) de S. Lee Pogostin : John Cunningham
- 1970 : Last of the Mobile Hot Shots de Sidney Lumet : Jeb Stuart Thorington
- 1971 : Il était une fois la révolution (Giù la testa) de Sergio Leone : John (Seán) H. Mallory
- 1972 : Opération clandestine (The Carey Treatment) de Blake Edwards : le docteur Peter Carey
- 1972 : Les Centaures (en) (The Honkers) de Steve Ihnat : Lew Lathrop
- 1972 : La Horde des salopards (Una ragione per vivere e una per morire) de Tonino Valerii : le colonel Pembroke
- 1973 : Pat Garrett et Billy le Kid (Pat Garrett & Billy the Kid) de Sam Peckinpah : le shérif Pat Garrett
- 1973 : Les Invitations dangereuses (The Last of Sheila) de Herbert Ross : Clinton Green
- 1973 : Harry, gentleman pickpocket (Harry in Your Pocket) de Bruce Geller : Harry
- 1974 : Crime à distance (The Internecine Project) de Ken Hughes : le professeur Robert Elliot
- 1975 : La Chevauchée sauvage (Bite the Bullet) de Richard Brooks : Luke Matthews
- 1975 : Le Bagarreur (Hard Times) de Walter Hill : Spencer "Speed" Weed
- 1975 : Jackpot (en) de Terence Young : film inachevé pour raisons financières
- 1976 : Intervention Delta (Sky Riders) de Douglas Hickox : Jim McCabe
- 1976 : La Loi de la haine (The Last Hard Men) d'Andrew V. McLaglen : Zach Provo
- 1976 : La Bataille de Midway (Midway) de Jack Smight : le capitaine Vinton Maddox
- 1977 : White Rock (en) de Tony Maylam : la voix off
- 1977 : Croix de fer (Cross of Iron) de Sam Peckinpah : le sergent Rolf Steiner

- 1978 : California Hôtel (California Suite) de Herbert Ross : dans le segment "Les Visiteurs de Londres", le pilote apparaissant dans le film sur l'aviation (caméo)
- 1979 : L'Arme au poing (Firepower) de Michael Winner : Jerry Fanon/Eddie
- 1979 : Les Muppets, le film (The Muppet Movie) de James Frawley : le propriétaire de l'El Sleezo Café (caméo)
- 1979 : De l'or au bout de la piste (Goldengirl) de Joseph Sargent : Jack Dryden

- 1980 : Revanche à Baltimore (en) (The Baltimore Bullet) de Robert Ellis Miller : Nick Casey
- 1980 : L'Amour à quatre mains (Loving Couples) de Jack Smight : le docteur Walter Kirby
- 1980 : Mr. Patman de John Guillermin : Patman
- 1981 : Les Risques de l'aventure (High Risk) de Stewart Raffill : Serrano

- 1981 : Vidéocrime (Looker) de Michael Crichton : John Reston
- 1984 : Martin's Day d'Alan Gibson : le lieutenant Lardner
- 1986 : Death of a Soldier de Philippe Mora : le major Patrick Dannenberg
- 1989 : L'Appel de l'espace (Call from Space) de Richard Fleischer : l'invité (court-métrage)
- 1989 : Train to Heaven (Tåg till himlen) de Torgny Anderberg (en) : Gregorius
- 1990 : Young Guns 2 (Young Guns II) de Geoff Murphy : John Simpson Chisum
- 1991 : Hudson Hawk, gentleman cambrioleur (Hudson Hawk) de Michael Lehmann : George Kaplan
- 1993 : Le Dernier contrat (The Hit List) de William Webb : Peter Mayhew
- 1993 : Deadfall de Christopher Coppola : Mike Donal/Lou Donal
- 1993 : Sister Act, acte 2 (Sister Act 2: Back in the Habit) de Bill Duke : M. Crisp
- 1994 : Maverick de Richard Donner : le commandant Duvall
- 1995 : La Machination (en) (The Set Up) de Strathford Hamilton : Jeremiah Cole
- 1996 : L'Effaceur (Eraser) de Chuck Russell : Arthur Beller
- 1996 : Le Professeur foldingue (The Nutty Professor) de Tom Shadyac : Harlan Hartley
- 1997 : Meurtre à Tulsa (Keys to Tulsa) de Leslie Greif (en) : Harmon Shaw
- 1997 : Affliction de Paul Schrader : Glen Whitehouse
- 1999 : Payback de Brian Helgeland : Justin Fairfax
- 2000 : The Good Doctor de Kenneth Orkin : le docteur Samuel Roberts (court-métrage)
- 2000 : USS Intrepid (en) (Intrepid/Deep Water) de John Putch : le capitaine Hal Josephson
- 2001 : Proximity de Scott Ziehl : Jim Corcoran
- 2001 : Texas rangers, la revanche des justiciers (Texas Rangers) de Steve Miner : le narrateur (voix)
- 2001 : The Yellow Bird (en) de Faye Dunaway : le révérend Increase Tutwiler (court-métrage)
- 2001 : L'Homme d'Elysian Fields (The Man from Elysian Fields) de George Hickenlooper : Tobias Alcott
- 2001 : Monstres et Cie (Monsters, Inc.) de Pete Docter : Henry J. Waternoose (voix)
- 2002 : Chiens des neiges (Snow Dogs) de Brian Levant : James "Thunder Jack" Johnson
- 2002 : American Gun (en) d'Alan Jacobs (en) : Martin Tillman

### Télévision
- 1957 : Studio One : saison 10, épisode 1 The Night America Trembled : Sam Chandler
- 1958 : Suspicion : saison 1, épisode 24 : Voice in the Night : Matt Carson
- 1958 : General Electric Theater : saison 6, épisode 30 : Ah There, Beau Brummel : Claude Firman
- 1958 : La Grande Caravane : saison 2, épisode 8 : The Millie Davis Story : Ike Daggett
- 1958 : Le Monde merveilleux de Disney : saison 5, épisode 3 : Four Down and Five Lives to Go : le capitaine de la police mexicaine (non crédité au générique)
- 1958 : Alfred Hitchcock présente : saison 4, épisode 3 : The Jokester : Andrews
- 1958 : L'Homme à la carabine : deux épisodes : Ambrose / Cy Parker
- 1958 : The Restless Gun (en) : saison 2, épisode 14 : The Way Back : Tom Quinn
- 1959 : Bonanza : saison 1, épisode 11, Deux familles ennemies (The Truckee Strip)
- 1959 : Bronco (en) : saison 1, épisode 10 : Payroll of the Dead : Adam Coverly
- 1959 : Trackdown : saison 2, épisode 25 : Hard Lines : Joker Wells
- 1959 : State Trooper (en) : saison 3, épisode 4 : Hard Money, Soft Touch : Dobie
- 1959 : Black Saddle (en) : saison 1, épisode 10 : Client : Steele : Niles
- 1959 : The Restless Gun (en) : saison 2, épisode 27 : The Pawn : Vestry
- 1959 : M Squad : saison 2, épisode 29 : The Fire Makers : Harry Blacker
- 1959 : The Rough Riders (en) : saison 1, épisode 33 : Deadfall : Judson
- 1959 : The Californians (en) : saison 2, épisode 30 : One Ton of Peppercorn : Anthony Wayne
- 1959 : The Californians (en) : saison 2, épisode 32 : An Act of Faith : Anthony Wayne
- 1959 : Johnny Ringo (en) : saison 1, épisode 1 : The Arrival : Moss Taylor
- 1959 : Whirlybirds (en) : saison 3, épisode 27 : Mr. Jinx : Steve Alexander
- 1959 : Tombstone Territory (en) : saison 3, épisode 2 : The Gunfighter : Chuck Ashley
- 1959 : Le Monde merveilleux de Disney : saison 6, épisode 7 : Elfego Baca: Move Along, Mustangers : Jack, le chef des hors-la-loi
- 1959 : Le Monde merveilleux de Disney : saison 6, épisode 8 : Elfego Baca: Mustang Man, Mustang Maid : Jack, le chef des hors-la-loi
- 1959 : The Life and Legend of Wyatt Earp (en) : saison 5, épisode 13 : The Noble Outlaws : Frank Leslie Buckskin
- 1959 : The DuPont Show with June Allyson (en) : saison 1,épisode 10 : The Girl : Floyd
- 1959 : Wichita Town (en) : saison 1, épisode 1 : The Night the Cowboys Roared : Fletcher
- 1959 : Bat Masterson : saison 1, épisode 34 : The Black Pearls : Poke Otis
- 1959 : Alfred Hitchcock présente : saison 5, épisode 13 : An Occurrence at Owl Creek Bridge : le sergent de l'Union
- 1959 : The Millionaire (en) : saison 6, épisode 15 : Millionaire Timothy Mackail : Lew Bennett
- 1960 : Bronco (en) : saison 2, épisode 9 : Shadow of Jesse James : Jesse James
- 1960 : Wichita Town (en) : saison 1, épisode 20 : Afternoon in Town : Wally
- 1960 : Bat Masterson : saison 2, épisode 20 : Six Feet of Gold : Leo Talley
- 1960 : Have Gun – Will Travel : deux épisodes : Bill Sledge / Jack
- 1960 : Au nom de la loi : trois épisodes : Howard Catlett / Jesse Holloway / Henry Turner
- 1960 : Dick Powell's Zane Grey Theatre (en) : deux épisodes : Doyle / Jess Newton
- 1960 : The Texan (en) : saison 2, épisode 17 : Friend of the Family : Cal Gruder
- 1960 : Sugarfoot : épisode : Blackwater Swamp : Rome Morgan
- 1960 : Men into Space (en) : épisode : Contraband : le docteur Narry
- 1960 : Bourbon Street Beat (en) : épisode : Target of Hate : Buzz Griffin
- 1960 : Peter Gunn : épisode : The Murder Clause : Bud Bailey
- 1960 : The Deputy : épisode : The Truly Yours : Coffer
- 1960 : Tate (en) : épisode : Home Town : Jory
- 1960 : Richard Diamond : épisode : Coat of Arms
- 1960 : Les Aventuriers du Far West : épisode : "Pamela's Oxen"
- 1960 : Lawman (en) : deux épisodes : Lank Bailey / Blake Carr
- 1961 : Laramie : deux épisodes : Finch / Gil Spanner
- 1961 : Bonanza : trois épisodes : Elmer Trace / Ross Marquette / Pete Jessup
- 1961 : Klondike (en) : dix épisodes : Jefferson Durain
- 1961 : The Murder Men (en) de John Peyser : Arthur Troy
- 1961 : Acapulco : Gregg Miles
- 1961 : Les Incorruptibles : épisode : The Jamaica Ginger Story : Dennis Garrity
- 1961 : The Tall Man (en) : épisode : The Best Policy : John Miller
- 1961 : Stagecoach West (en) : épisode : Come Home Again : Sam Murdock
- 1961 : The Detectives (en) : épisode : The Frightened Ones : Duke Hawkins
- 1961 : The Aquanauts (en) : épisode : River Gold : Joe Casey
- 1962 : Perry Mason : deux épisodes : le général Addison Brand / Donald Fletcher
- 1962 : Naked City : épisode : Goodbye Mama, Hello Auntie Maud : Harry Brind
- 1962 : The Dick Powell Show (en) : épisode : The Safari : Charlie Allnut
- 1962 : Échec et Mat : épisode : A Chant of Silence : Gresch
- 1962 : Rawhide : épisode : Hostage Child : le colonel Briscoe
- 1962 : Cain's Hundred (en) : épisode : Blues for a Junkman: Arthur Troy : Arthur Troy
- 1963 : Stoney Burke : épisode : The Test : Jamison
- 1963 : Combat ! : épisode : Masquerade : le caporal Arnold Kanger
- 1963 : Le Plus Grand Chapiteau du monde : épisode : Uncaged : Kelly
- 1963 : The Eleventh Hour (en) : épisode : Oh, You Shouldn't Have Done It : Steve Kowlowski
- 1963 : La Quatrième Dimension : épisode : The Old Man in the Cave : le major French
- 1964 : Route 66 : épisode: Kiss the Monster - Make Him Sleep : Hamar Neilsen
- 1964 : Les Accusés : épisode : The Man Who Saved His Country : Earl Chafee
- 1977 : 200 dollars plus les frais : épisode: Irving the Explainer : le directeur
- 1978 : Un privé dans la nuit (en) : Hamilton Nash
- 1980 : Superstunt II de Max Kleven
- 1980 : Le Muppet Show : 5e saison, épisode 5 : lui-même
- 1981 : Darkroom (en) : le présentateur de chaque épisode
- 1981 : Jacqueline Susann's Valley of the Dolls (en) : Henry Bellamy
- 1983 : Digital Dreams de Robert Dornhelm : lui-même
- 1983 : Malibu (en) d'E. W. Swackhamer : Tom Wharton
- 1984 : Faerie Tale Theatre : épisode : Pinocchio : le gitan
- 1984 : Le Duel des héros (Draw!) de Steven Hilliard Stern : Sam Starret
- 1985 : Sins of the Father de Peter Werner : Frank Murchison
- 1988 : The Edge and Beyond : le narrateur
- 1990 : Capitaine Planète : Looten Plunder (voix)
- 1991 : Silverfox de Rod Holcomb : Robert Fox
- 1992 : Des héros par milliers (en) (Crash Landing: The Rescue of Flight 232) de Lamont Johnson : Jim Hathaway
- 1992 : True Facts de Dan Guntzelman
- 1992 : The Fifth Corner (en) : deux épisodes : le docteur Grandwell
- 1992 : Arabesque : épisode : Day of the Dead : Cyrus Ramsey
- 1992 : Mastergate (en) : le major Manley Battle
- 1994 : Ray Alexander: A Taste for Justice de Gary Nelson : Jeffrey Winslow
- 1994 : Greyhounds de Kim Manners : John Dolan
- 1995 : The Avenging Angel (en) de Craig R. Baxley : Porter Rockwell
- 1995 : Ray Alexander: A Menu for Murder de Gary Nelson : Jeffrey Winslow
- 1995 : Un drôle de shérif : épisode : Upbringings : Walter Brock
- 1995 : A Christmas Reunion de David Hemmings : le Père Noël
- 1996 : Okavango : paradis sauvage : le narrateur (voix)
- 1996 : Football America de Phil Tuckett : le narrateur (voix)
- 1996 : The Cherokee Kid (en) de Paris Barclay : Cyrus B. Bloomington
- 1997 : Profiler : deux épisodes : Charles Vanderhorn
- 1997 : Saugatuck (Skeletons) de David DeCoteau : Franck Jove
- 1997 : La Seconde Guerre de Sécession (The Second Civil War) de Joe Dante : Jack Buchan
- 1998 : Mr. Murder (en) : Drew Oslett Sr.
- 1998 : Stories From my Childhood : épisode The Wild Swans : l'archevêque (voix)
- 1999 : Ultime Recours (Vengeance Unlimited) : épisode Le jugement : Boone Paladin (voix)
- 1999 : L'Arche de Noé : le colporteur
- 1999 : Amours et rock'n'roll (en) (Shake, Rattle and Roll: An American Love Story) de Mike Robe : Moses Gunn
- 2000 : Soleil de cendre (en) (Missing Pieces) de Carl Schenkel : Atticus Cody
- 2001 : Walter and Henry de Daniel Petrie Jr. : Charlie
- 2002 : Arliss : épisode : The Immortal : Sid Perelli

## Récompenses
- Hommage lors du Festival du cinéma américain de Deauville 1986.
- Étoile dans le Walk of Fame en 1994.
- Oscar du meilleur acteur dans un second rôle en 1998 pour Affliction.

## Voix françaises
| - Jean-Pierre Duclos (*1931 - 2016) dans : - L'enfer est pour les héros - La Grande Évasion - Cyclone à la Jamaïque - Notre Homme Flint - Qu'as-tu fait à la guerre, papa ? - F comme Flint - L'Or des pistoleros - Il était une fois la révolution - Opération clandestine - Pat Garrett et Billy le Kid - Georges Aminel (*1922 - 2007) dans : - Major Dundee - Un truand - Intervention Delta - La Loi de la haine - L'Arme au poing - Mr. Patman - Martin's Day - Denis Savignat (*1937 - 1998) dans : - La Folle Mission du Docteur Schaeffer - Candy - La Horde des salopards - Les Invitations dangereuses - Marc De Georgi (*1931 - 2003) dans : - La Seconde Guerre de Sécession (téléfilm) - Mr. Murder (téléfilm) - L'Arche de Noé (téléfilm) - Proximity - Pierre Hatet (*1930 - 2019) dans : - Harry, gentleman pickpocket - L'Effaceur - Payback - Jacques Thébault (*1924 - 2015) dans : - Les Muppets, le film - Le Muppet Show (série télévisée) - Des Héros par milliers (téléfilm) - Edmond Bernard (*1921 - 1994) dans : - De l'or au bout de la piste - Young Guns 2 - Hudson Hawk, gentleman et cambrioleur | - Serge Sauvion (*1929 - 2010) dans : - Bonanza (série télévisée) - Duffy, le renard de Tanger - Jean-Claude Michel (*1925 - 1999) dans : - Les Rois du soleil (Voix) - Sister Act, acte 2 - Gabriel Cattand (*1923 - 1997) dans : - Les Jeux de l'amour et de la guerre - Le Cher Disparu - Marc Cassot (*1923 - 2016) dans : - Crime à distance - L'Homme d'Elysian Fields - Jacques Deschamps (*1931 - 2001) dans : - La Bataille de Midway - Looker - Marcel Bozzuffi (*1929 - 1988) dans : - Croix de fer - Un privé dans la nuit (mini-série) et aussi : - Roger Rudel (*1921 - 2008) dans Au nom de la loi (série télévisée) - Jean Violette (*1921 - 1995) dans Les Sept Mercenaires - Marcel Lestan dans Charade - Jean Davy (*1911 - 2001) dans La Chevauchée sauvage - Pierre Garin (*1925 - 1985) dans Le Bagarreur - René Arrieu (*1924 - 1982) dans The Dain curse (téléfilm) - Henry Djanik (*1926 - 2008) dans Le Duel des héros (téléfilm) - Serge Lhorca (*1918 - 2012) dans Capitaine Planète (série télévisée d'animation - Voix) - Patrice Keller dans Arabesque (série télévisée) - Dominique Paturel (*1931 - 2022) dans La Main de l'ange (téléfilm) - Jean Fontaine (*1929 - 2011) dans Maverick - Jean-Paul Solal dans Le Professeur Foldingue - Michel Modo (*1937 - 2008) dans Affliction - Richard Darbois dans Monstres et Cie (Voix) - Philippe Bouclet dans Chien des neiges - Marc Alfos (*1956 - 2012) dans Pat Garrett et Billy le Kid (scènes supplémentaires) |